# 前奏曲、コラールとフーガ
前奏曲、コラールとフーガ ロ短調（仏：Prélude, Choral et Fugue）は、セザール・フランクが作曲したピアノ独奏曲である。『プレリュード、コラールとフーガ』とも呼ばれる。ルキーノ・ヴィスコンティの『熊座の淡き星影』で使用されている。

## 作品
1884年作曲。1885年1月24日に国民音楽協会において、マリー・ポアトヴァン(Marie Poitevin)の演奏で初演され、同年にエノック(Enoch)社より出版されポアトヴァンに献呈されている。ガブリエル・ピエルネによるオーケストラ編曲版も存在する。
1845年以降ほとんどピアノ曲を作曲していなかったフランクにとって約40年ぶりの本格的なピアノ独奏曲で、ヴァンサン・ダンディによると、国民音楽協会への出品作にピアノのための大曲が少ないことが作曲の背景にあったという。フランクのピアノ曲のうちもっとも知られている作品であり、矢代秋雄は、数年後に作曲された「前奏曲、アリアと終曲」とこの作品を、どちらもピアノ音楽における第一級の作品であるとともに「姉と妹のような関係」と述べたうえで、純音楽的な完成度では譲るもののピアニスティックな効果ではこの作品が勝っているとする。
コルトーは「天才の表現力が本来は峻厳なものである形式を人間的なものにし、柔軟にし（...）これによって、フランクの作品はわれわれにたいし、悲壮でかつ抵抗しがたい支配力をふるうのである」と評しており、またダンディはこの作品が「前奏曲とフーガ」の形式の刷新に大きな役割を果たしたと述べる。対して、カミーユ・サン＝サーンスはダンディの著書『作曲法講義』を扱った文章の中でこの作品に触れ、「不体裁で弾きにくい曲だ。この曲では、『コラール』はコラールではなく、『フーガ』はフーガではない。なぜなら、『フーガ』は主題の提示が終わるや否や元気を失い（...）際限のない脱線によって続けられるのだから」と評している。

## 構成
前奏曲、コラール、フーガの3曲からなるが、主題は連関しておりそれぞれは切れ目なく演奏される。ダンディの証言によれば、はじめフランクはヨハン・ゼバスティアン・バッハに倣った「前奏曲とフーガ」の形式で作品を構想していたが、のちにコラールを挿入することを思いついたという。フランクは多くの作品で三部分（楽章）構成を採用しており、自分にいちばん向いていると感じている形式だった。

### 前奏曲
Moderato、ロ短調、4分の4拍子。二つの主題が交互に現れるA-B-A'-B'-A"の形式。バロック時代の組曲の「前奏曲」を下敷きに、アルペジオに乗ってBACH主題と類似した主題（譜例1）が現れる。続いて、フーガの主題（譜例4）を想起させる旋律（譜例2）が提示され、冒頭の主題が二度目は嬰ヘ短調、三度目はロ短調で現れて、静かにコラール部へと続く。
譜例1
譜例2

### コラール
Poco più lentoに速度を落とし、これもフーガ主題を暗示する変ホ長調の穏やかな導入句が始まる。続いてハ短調で静かに提示されるコラール旋律（譜例3）は、その後ヘ短調、変ホ短調で現れ、音量を増してゆく。コラールの前後に導入句や挿入句を持っているため、矢代秋雄はこの部分を「コラールそのものではなく（...）コラール変奏曲、またはコラール幻想曲」と形容している。
コラール旋律は十字型の音型により、ダンディはリヒャルト・ワーグナーの「パルジファル」に現れる「鐘の動機」との類似を、アルフレード・カゼッラは平均律クラヴィーア曲集第1巻第13番前奏曲（嬰ヘ長調）の一部との類似を指摘している。

譜例3

### フーガ
Poco Allegroに速度を速める移行部がおかれ、フーガの主題を予示しながら変ホ短調からロ短調への転調が行なわれる。ロ短調に戻るとフーガが開始される。半音階的に下降する主題（譜例4）は、バッハのカンタータ第12番「泣き、嘆き、悲しみ、おののき」、あるいはロ短調ミサの「十字架につけられ(Crucifixus)」の低音（ラメントバス）との類似が指摘されている。
まずはテノールに主唱が現れ、アルト、ソプラノ、バスの順で主題が提示される。推移を経て、ニ長調でもう一度主題が提示される。ここまではほぼフーガの定型通りであるが、これ以降はフーガの定型を大きく外れ、自由に変奏を行なう。クライマックスに達するとカデンツァ風のアルペジオが現れ、ロ短調でコラール主題（譜例3）が復帰、やがてフーガ主題と対位法的に組み合わされる。コーダはロ長調となったコラール主題で高らかに曲を締めくくる。

譜例4